# Nobe 500
Nobe 500 – elektryczny samochód osobowo-dostawczy typu pickup klasy subkompaktowej wyprodukowany pod estońską marką Nobe w 2021 roku.

## Historia i opis modelu
Po wstępnej zapowiedzi z 2019 roku, we wrześniu 2021 roku estoński startup Nobe przedstawił swój drugi model samochodu w postaci utrzymanego w stylu retro niewielkiego pickupa. Model 500 przyjął postać dwudrzwiowej, dwumiejscowej furgonetki ze skrzyniowym przedziałem transportowym o ładowności do ok. 454 kilogramów. Nobe 500 został w istotnym zakresie upodobniony do wzornictwa amerykańskich półciężarówek z lat 50. XX wieku, na czele z proporcjami i ukształtowaniem detali w stylu drugiej generacji Forda F-Series.
Równolegle z pickupem, przedstawiona została także dostawcza furgonetka z zabudowanym i wyraźnie większym przedziałem transportowym o nazwie Nobe 600. Pojazd ma uzupełnić ofertę estońskiego producenta po wdrożeniu do produkcji pickupa.

### Sprzedaż
Początek produkcji Nobe 500 w estońskich zakłdach przedsiębiorstwa w stołecznym Tallinnie miał rozpocząć się w połowie 2022 roku. Dużym rynkiem zbytu, na jaki firma chciała wkroczyć w tym samym roku, były Stany Zjednoczone,  gdzie sprzedaż maiałrozpocząć się równolegle z trójkołowcem Nobe 100. Producent wyraził wówczas także plany sprzedaży na rynkach lewostronnych jak m.in. Wielka Brytania czy Australia od roku 2023, co nie spotkało się z powodzeniem.

### Dane techniczne
Nobe 500 jest samochodem w pełni elektrycznym, który napędzany jest przez silnik o mocy 92 KM, który pozwala rozpędzić się do 100 km/h w 6 sekund, współdzieląc go z modelem Nobe 100. Bateria o pojemności 25 kWh według deklaracji producenta pozwala przejechać na jednym ładowaniu do 257 kilometrów.